# Pseudocrangonyx shikokunis
Pseudocrangonyx shikokunis är en kräftdjursart som beskrevs av Akatsuka och Komai 1922. Pseudocrangonyx shikokunis ingår i släktet Pseudocrangonyx och familjen Pseudocrangonyctidae. Inga underarter finns listade i Catalogue of Life.